# Le Bidulo Trésor de l'oncle Ernest
Le Bidulo Trésor de l’oncle Ernest est un jeu vidéo d’aventure et de réflexion conçu par Éric Viennot et développé par Lexis Numérique. Sorti en 2003, c’est le second opus de la série dérivée des Aventures de l’oncle Ernest, destinée à un public de 5 à 8 ans.